# Новый день (рестлинг)
«Новый день» — американская группировка в рестлинге, состоящая из Биг И, Кофи Кингстона и Ксавье Вудса. Команда выступает в WWE на бренде Raw. В настоящее время Кингстон и Вудс выступают в паре после того, как Биг И получил перелом шейного отдела позвоночника во время матча в марте 2022 года.
Одна из самых популярных и титулованных команд в истории WWE, «Новому дню» принадлежит несколько рекордов, включая самое долгое командное чемпионство в истории WWE (483 дня) и самое большое количество титулов командных чемпионов WWE SmackDown (семь); в целом, они являются 11-кратными командными чемпионами. «Новый день» защитили большинство своих командных титулов по «правилу вольных птиц», когда все три участника признаются чемпионами.
Группировка из Биг И, Кофи Кингстона и Ксавье Вудса была сформирована 21 июля 2014 года на эпизоде Raw, но дебютировала под названием «Новый день» 28 ноября 2014 года на SmackDown. В апреле 2015 года на шоу Extreme Rules они выиграли свой первый титул командных чемпионов WWE.

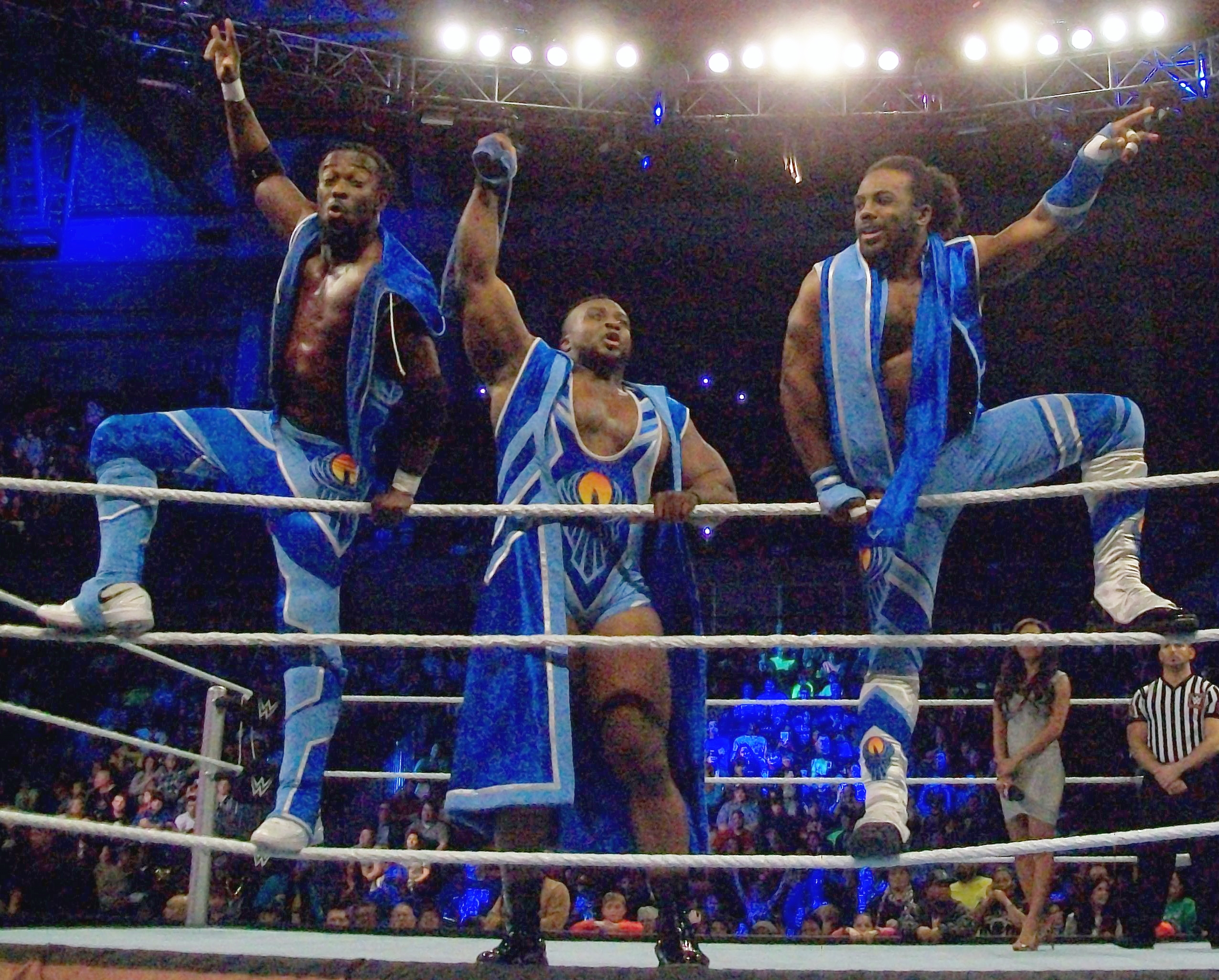
«Новый день» в январе 2015 года

В декабре 2016 года они установили рекорд по самому долгому командному чемпионству в истории WWE — 483 дня (превзойдя 28-летний рекорд «Разрушения» в 478 дней) и, на тот момент, стали самыми продолжительными чемпионами в WWE за последние два десятилетия. После того как в апреле 2017 года их перевели на бренд SmackDown, где группировка 7 раз выиграла титулы командных чемпионов WWE SmackDown; будучи частью группировки, Кофи Кингстон также выиграл титул чемпиона WWE в 2019 году. В октябре 2020 года Кингстон и Вудс были переведены на бренд Raw, а Биг И остался на бренде SmackDown; это фактически отделило Биг И от остальных участников «Нового дня», хотя группировка настаивала на том, что он остается её членом, и трое всё ещё иногда появлялись вместе. Группировка полностью воссоединилась 13 сентября 2021 года, после того как Биг И обналичил свой контракт Money In The Bank на Raw и выиграл титул чемпиона WWE, перейдя таким образом на Raw.
В первые месяцы существования группировка в качестве стереотипных чернокожих госпел-фейсов фанаты и критики реагировали в основном негативно, но после превращения их персонажей в хилов, фанатично одержимых «силой позитива» в апреле 2015 года, они начали получать признание за их развлекательные качества, а также за выступления на ринге. В 2015 году трио было названо «Рестлерами года в WWE» по версии Rolling Stone, а также получили награду «Лучший образ» года по версии Wrestling Observer Newsletter. Кроме того, они стали первым трио, получившим награду Pro Wrestling Illustrated как «Команда года», сделав это в 2015 и 2016 годах (первые две победы подряд в этой категории за два десятилетия). Их вновь обретенная популярность привела к тому, что в начале 2016 года трио вернулось в фейсы, которыми они и остаются с тех пор. Члены группировки, которые являются близкими друзьями в реальной жизни, также выступают и работают вместе вне рестлинга, в частности, в 2016 году они написали книгу «Книга задницы: Тряси ей. Люби её. Не будь ей», а с 2019 года ведут еженедельный подкаст Feel the Power (названный в честь одной из их коронных фраз). В 2021 году «Новый день» возглавили список WWE «50 величайших команд» за всю историю промоушена.